# 大娄山疣螈
大娄山疣螈（学名：Tylototriton daloushanensis），一种于中国贵州省大娄山东部地区发现的两栖动物，隶属于蝾螈科疣螈属。为一种大型疣螈。